# Crisis política en Venezuela de 2024
La crisis política de Venezuela de 2024 se desata tras el agravamiento de las tensiones con el gobierno al mando de Nicolás Maduro después de que se anunciaran los resultados oficiales de las elecciones presidenciales de Venezuela en 2024 sin la debida sustentación y auditorias, sin embargo, la oposición hizo pública la recolección del 83% de las actas donde se daba como ganador por amplia mayoría al candidato opositor, Edmundo González, lo que ha generado una incertidumbre política. Las elecciones de 2024 se llevaron a cabo para elegir un presidente electo para un mandato de seis años que comenzara el 10 de enero de 2025. Nicolás Maduro se postuló para un tercer mandato consecutivo, mientras que el exdiplomático Edmundo González Urrutia representaba a la Plataforma Unitaria Democrática (PUD), la principal alianza política de oposición, después de que el gobierno venezolano excluyera a la candidata principal María Corina Machado de participar como candidata presidencial.
El gobierno de Maduro ha roto relaciones diplomáticas con cuatro países de Latinoamérica tras dudas a los comicios: Argentina, Panamá, Perú y Paraguay.

## Cronología

### 29 de julio
El fiscal Tarek William Saab anunció la apertura de una investigación en contra de la líder opositora María Corina Machado, por un supuesto «ataque informático y sabotaje en las elecciones presidenciales, intentando alterar el sistema electoral y el número de votos desde Macedonia del Norte».

### 30 de julio
El líder de Voluntad Popular, Freddy Superlano, fue detenido arbitrariamente por funcionarios del Estado en horas de la mañana, sin una orden de captura o causa judicial abierta en su contra.

### 31 de julio
Nicolás Maduro presentó un recurso de amparo ante la Sala Electoral en el Tribunal Supremo de Justicia (TSJ), con la intención legitimar los resultados de las elecciones a su favor. Esta acción ha sido fuertemente criticada por la oposición, en medio de tensiones crecientes y denuncias de un supuesto fraude electoral por la comunidad nacional e internacional. Del mismo modo, el TSJ ha sido criticado por su falta de independencia y su cercanía con el régimen de Maduro.
A través de su cuenta de Twitter, María Corina expresó que «tras la contundente e inapelable victoria electoral que logramos los venezolanos el 28 de julio, la respuesta del régimen es el asesinato, el secuestro y la persecución. Alerto al mundo sobre la escalada cruel y represiva del régimen, que hasta hoy cuenta con más de 177 detenciones arbitrarias, 11 desapariciones forzadas y al menos 16 asesinatos en las últimas 48 horas. Esos crímenes no quedarán impunes».

### 1 de agosto

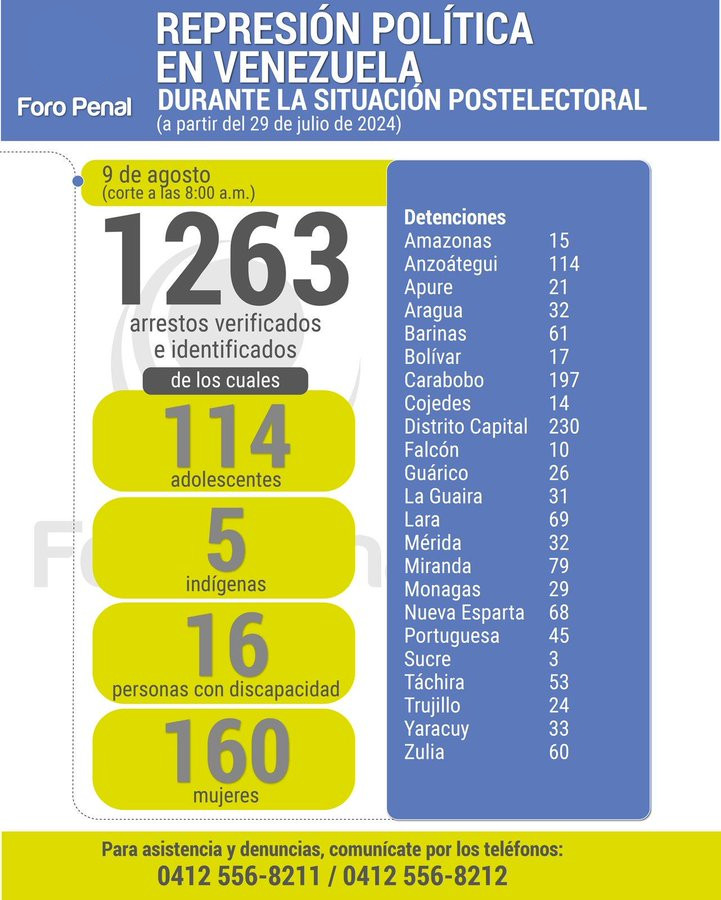
Balance de la ONG Foro Penal de la represión postelectoral verificada para las 8:00 a.m. del 9 de agosto.

El 1 de agosto de 2024, un comunicado de un grupo autodenominado Anonymous Venezuela anunció que supuestamente habían sido hackeadas 325 páginas web del gobierno de Maduro y del Estado venezolano que habían sido tumbadas, entre esas la de Conatel, de la presidencia, del Ministerio Público, del Seniat, de la Asamblea Nacional, del Tribunal Supremo de Justicia y del CICPC. Cazadores de Fake News expresó dudas al respecto de que fueran hackers reales de Anonymous, sugiriendo que podría ser parte de una estrategia de desinformación similar a la de la guerra ruso-ucraniana, donde el nombre del colectivo de hackers Anonymous, descentralizado y anónimo, fue utilizado para difundir desinformación y contenido prorruso.

### 2 de agosto
El Tribunal Supremo de Justicia (TSJ) citó a 10 candidatos para que acudieran a mostrar sus actas, pero la Plataforma Unitaria Democrática (PUD) se negó a responder a la convocatoria del TSJ alegando falta de transparencia en las resoluciones. Sin embargo, el TSJ declaró que los resultados dados por el Consejo Nacional Electoral (CNE) eran «irreversibles», y pidió a los demás candidatos que firmaran las actas emitidas por la cámara electoral. Enrique Márquez también se negó a firmar la declaración y exigió que se publicara el resultado real. Por su parte, el candidato Benjamín Rausseo sí aceptó a Nicolás Maduro como presidente.
Enzo Scarano, exalcalde de San Diego y su hijo Vicente Scarano, fueron secuestrados por funcionarios del Servicio Bolivariano de Inteligencia Nacional (SEBIN) en una urbanización en el estado Carabobo.

### 4 de agosto
La Unión Europea (UE) manifestó su preocupación por la crisis política desatada tras las elecciones presidenciales, y que el CNE aún no publicara las actas de votación por mesa y centro electoral. Los países europeos pidieron una «verificación independiente de las actas electorales. Se instó a las autoridades a cesar la violencia y liberar a todos los presos políticos mientras tanto.
Andrés Ruiz, coordinador de Vente Venezuela, fue detenido en el municipio Maneiro, estado Nueva Esparta.
Vente Venezuela denunció la detención del alcalde de Tinaquillo, Fernando Feo.

### 5 de agosto
Vente Venezuela denunció que el dirigente de Vente Portuguesa, Heli Villamizar, fue detenido por funcionarios policiales en el municipio Boconoito.
Machado y González emitieron un comunicado en el que instan a los efectivos de la policía y las Fuerzas Armadas a «ponerse del lado del pueblo». Hicieron un llamado a la conciencia de militares y policías para que se coloquen al lado del pueblo y de sus propias familias a militares y policías venezolanos como la hora decisiva para el futuro de la República: «Les urgimos a (…) respetar, y a hacer respetar, los resultados de las elecciones del 28J».

## Posicionamiento internacional

Países que reconocieron a Edmundo González como ganador de las elecciones.

Mapa que muestra el reconocimiento de las elecciones presidenciales de Venezuela de 2024. En verde reconocen los resultados del CNE y en rojo no.

### Países que no reconocen los resultados delCNEy reconocen los resultados de laCCV
- Argentina[23]
- Costa Rica[24]
- Ecuador[25]
- Italia[26]
- Estados Unidos[27]
- Panamá[28]
- Perú[29]
- Paraguay[30]
- Israel[31]
- Francia[32]
- Reino Unido[33]
- Japón[33]
- Alemania[33]
- República Dominicana[34]
- Canadá[35]

### Países que no reconocen los resultados delCNEy piden conteo transparente de los votos
- Chile[36]
- El Salvador[37][38]
- Guatemala[39]

### Países que piden un conteo transparente de los votos
- Australia
- Bélgica
- Brasil[40]
- Colombia[41]
- España[42]
- Estonia
- Filipinas
- Finlandia
- Guyana[43]
- Haití
- Irlanda
- Jamaica
- México[44]
- Noruega[45]
- Países Bajos
- Portugal[46]
- República Checa
- Surinam
- Ucrania[47]
- Unión Europea[48]

### Países que reconocen los resultados del CNE
En cursiva, países o territorios con reconocimiento limitado.
- Abjasia[49]
- Antigua y Barbuda[50]
- Azerbaiyán[51]
- Bielorrusia[52]
- Birmania[53]
- Bolivia[54]
- Catar[55]
- Camboya[56]
- China[57]
- Corea del Norte[58]
- Cuba[59]
- Dominica[60]
- Eritrea[53]
- Guinea-Bisáu[61]
- Honduras[62]
- Irán[63]
- Laos[64]
- Madagascar[65]
- Namibia[33]
- Nicaragua[63]
- Osetia del Sur[66]
- Pakistán[67]
- República Árabe Saharaui Democrática[68]
- Rusia[69]
- Siria Baazista
- San Vicente y las Granadinas[70]
- Serbia[71]
- Turquía[72]
- Uzbekistán[73]
- Vietnam[74][75]
- Yibuti[33]
- Zimbabue[33]
- Argelia[76]
- República Democrática del Congo[77]
- Mali[78]
- Uganda[79]
- Santa Lucía[79]
- Granada[79]
- Burkina Faso[79]
- Kuwait[80]
- Angola[33]
- República del Congo[64]
- Egipto[33]
- Guinea Ecuatorial[33]
- Santo Tomé y Príncipe[33]
- Sudán[33]
- Mozambique[33]
- Palestina[64]
- Gabón[64]
- Nigeria[81]
- Arabia Saudita[82]
- Libia[64]
- Irak[64]
- Indonesia[64]
- Kazajistán[83]

### Países que cambiaron su criterio al tener un nuevo gobierno y no reconocen a ninguno
- Uruguay[84]